# Jonchery-sur-Vesle
Jonchery-sur-Vesle település Franciaországban, Marne megyében. Lakosainak száma 1815 fő (2022. január 1.). Jonchery-sur-Vesle Prouilly, Branscourt, Courcelles-Sapicourt, Montigny-sur-Vesle és Vandeuil községekkel határos.

## Népesség
A település népességének változása:
| Lakosok száma | 767  | 1465 | 1661 | 1951 | 1887 | 1846 | 1860 | 1857 | 1843 | 1815 |
|               | 1968 | 1982 | 1990 | 2006 | 2013 | 2015 | 2017 | 2019 | 2020 | 2022 |